# Ferrarai Egyetem
A Ferrarai Egyetem (Università degli Studi di Ferrara) az olaszországi Ferrara egyik egyeteme.

## Története
II. Miklós estei signore után fivére, Albert néhány éves uralkodása alatt támogatta a művészetet és a tudományt, kijárta IX. Bonifác pápánál az egyetem alapítási jogát, amelynek 1391. március 4-i megnyitása volt az első kulturális esemény Ferrarában.
Alberto unokája, Leonello d'Este (1407–1450) szintén művészetkedvelő volt, ennélfogva kezdeményezte egy humanista kör megalakulását, amelynek tagjai – többek közt – Guarino Veronese, Angelo Decembrio és Leon Battista Alberti voltak.
A 16. század elején más egyetemekről sok diák jött a kis ferrarai egyetemre, hogy olcsóbban szerezzenek diplomát, mint például Paracelsus és 
Kopernikusz. A toronyai születésű Kopernikusz Warmia megbecsült kanonokja, aki csillagászként vált híressé, 1503. május 31-én a ferrarai püspöki palotában szerezte egyházjogból doktori fokozatát, miután a Krakkói Egyetemen csillagászatot, a Bolognai Egyetemen görögöt és matematikát, a Padovai Egyetemen orvostudományt tanult. Hasonlóképpen Michael Beuther a Karlstadtból származó humanista, egyetemi tanár és politikai tanácsadója Würzburg hercegérsekeinek és másoknak az augsburgi vallásbéke megkötése során, előbb Marburgban, Wittenbergben, Padovában, Bolognában és Rómában tanult, majd Ferrarában, Renatus Catusnál polgári és egyházjogból doktorált. Az augsburgi hercegi család orvosa, Adolph Occo (1447–1503) 1474-ben a Ferrarai Egyetemen orvosdoktorként végzett, majd itt is tanított 1476 és 1478 között.

## Bibliográfia
- Alessandro Viscontri: La storia dell'università di Ferrara (1391–1950), Zanichelli, Bologna, 1950